# 佐々木彦一郎
佐々木 彦一郎（ささき ひこいちろう、1901年4月13日 - 1936年4月10日）は、日本の地理学者。民俗学・経済学・社会学的な研究を加味して人文地理学を追究した。1930年前後に目覚ましく活躍するものの、36歳で亡くなり、研究生活は10年間にとどまった。

## 来歴
1901年、秋田県鹿角郡花輪町（現在の鹿角市）で生まれる。幼くして父母を亡くし、祖母に育てられる。小学校卒業とともに広島県呉市に住む叔父にひきとられ、広島県立呉中学校（現在の広島県立呉三津田高等学校）で学ぶ。卒業後は第二高等学校（現在の東北大学）文科に入学した。休日ごとに仙台の周辺を歩いたという。卒業後は東京帝国大学理学部地理学科に進み、山崎直方・辻村太郎・多田文男らの指導を受ける。三年時には、『地理学評論』においてジャン・ブリュンヌの『人文地理学』（1910年）を再評価し、柳田國男『海南小記』（1925年）などを紹介し、アルブレヒト・ペンクの地表と人類生活との関係のとらえ方にも注目した。
1926年、卒業論文「鹿角盆地の経済地理構成」を提出して卒業し、多田の後任として助手に任用される。この研究は『地理学評論』に発表された。ここでは故郷の鹿角盆地の経済地域区分を行い、各地域の産業構成と人口構成との関係を論じ、集落に影響することを示している。
大学卒業後の数年間は以下のように、経済地理学へ多方面から精力的にアプローチした。
- 来日したグレン・トマス・トレワーサが静岡県で行った経済地理調査に同行し、その実証的な研究方法を紹介した（1927年）[5]。
- ジョーンズとフィンチが発表した経済地理関係地図を紹介した上で、分布表現が進化的な機構の説明に及んでいない不満を表明した（1927年）[5]。
- 善生永助の資料に基づいて朝鮮の定期市の商圏を明らかにし、それと行政区画との関係を考察した[5]。
- オリバー・エドウィン・ベーカー（英語版）の論文「農業と中国の将来」を重要な研究として翻訳・紹介した（1928年）[5]。
- 三沢勝衛の研究成果を踏まえ、長野県など各地の経済地理事象を観察する（1930年）[6]。
- 国際的商品のゴムと綿花、国内的商品の蔬菜と果実について、特産品の地理的分布と市場における独占性、その交通地理的関係をまとめた（1929 - 1930年）[7]。

これらの成果は『経済地理研究』（1930年）にまとめられた。佐々木は、助手を務めながら、第一高等学校（現在の東京大学）・日本大学・明治大学などに出講した。第一高等学校での講義内容を増補した『人文地理学提要』（1930年）を刊行しており、その骨子はブラーシュの『人文地理学の諸原理』（1922年）に負うところが大きいものの、政治・経済地理の内容を独自に加え集落地理を詳述している。
早くから柳田國男を師と仰いで民俗学に接近しており、日本各地の村落居住について、民俗学・社会学・経済学的な研究を加味した人文地理学的研究を展開するようになる。以下がその例である。
- 鹿角地方の民俗調査（1927 - 1928年）[9]。
- 人文地理学と民俗学の境界領域を研究し、それらを集成した『山島社会誌―鹿角民俗誌』（1931年）を刊行[9]。
- 民家の形態の地域的特性、峠集落の特性と衰退、島嶼部における耕地・道路・住家・神社の立地関係を調査した（1931 - 1932年）[9]。
- ホール（R.B.Hall）による日本各地での集落の調査研究を紹介・批評した（1931 - 1932年）[9]。
- 関東地方各地の村落を例にとり、住民の世界の変容とその諸要因を概観した（1932年）[9]。

以上の論考群は『村の人文地理』（1933年）としてまとめられる。
その後、関東地方の自動車交通路網、東京の三都心（銀座・新宿・浅草）の特徴、都市の形態の分類法などに研究対象を広げる。また、柳田らと山村の民俗調査を続けつつ、各地の焼畑を概括した上で、山村を民俗社会地理・経済地理を両面から捉えようとした。
しかし、1936年に横浜市鶴見区の自宅において、36歳で病没した。同年4月12日の午後に告別式が行われ、多摩墓地に埋葬された。

## 人物
下村彦一は、（科は異なるが）第二高等学校の同窓であり、泉岳で共に野営したことがある。また、大学卒業の年に共に八幡平の高原に登っている。1936年3月頃、辻村太郎より病床にあるとの連絡を受けネーブルオレンジを贈った。しかし、4月11日に「オレンジは食べられなかったが、枕もとに並べて眺めている」旨の手紙を妻から受け取り、心配になって見舞いの電報を発しようとしたが、入れ違いで訃報の電報を受け取った。下村によれば、卒業まで「内面的には幾多の辛酸をなめたやうにうかがはれた」とあり、卒業後も「健康と經濟とには充分めぐまれなかつた」とあるが、彼は佐々木の「やみ難き究學心と風景愛慕の念」による人文地理学的研究を高く評価している。